# Škoda Enyaq
La Škoda Enyaq, chiamata anche Škoda Enyaq iV, è un'autovettura di tipo SUV prodotto dalla casa automobilistica ceca Škoda Auto dal 2020, prima vettura interamente elettrica realizzata dal costruttore boemo.

## Descrizione

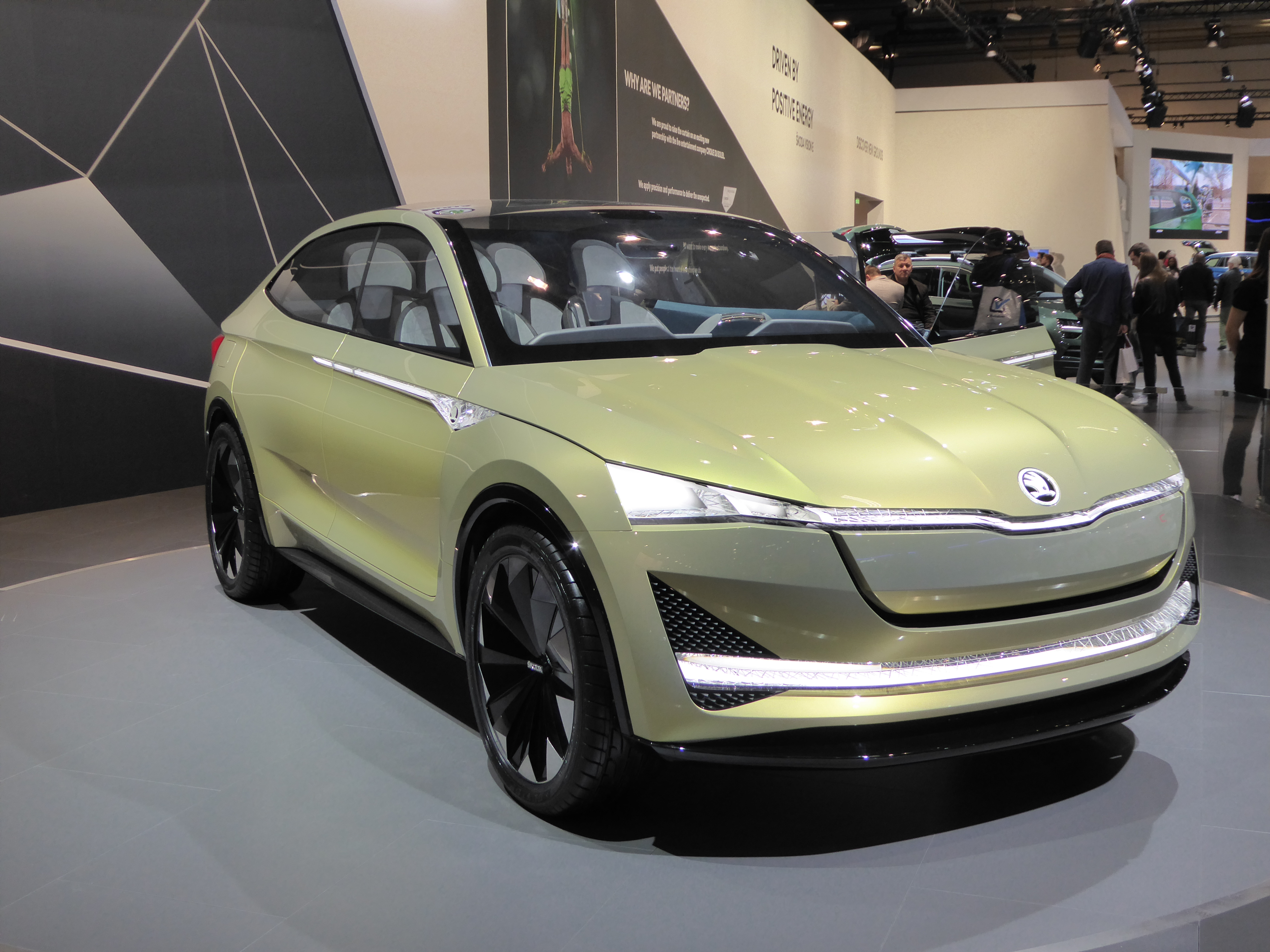
Vision E

Lo Škoda Enyaq iV è un crossover SUV di medio-grandi dimensioni completamente elettrico prodotto da Škoda Auto. La vettura è stata anticipata dalla concept Vision E presentata al salone di Shanghai 2017 e dalla Vision iV presentata a marzo 2019. La versione di serie è stata presenta il 1º settembre 2020 a Praga, con la produzione che è iniziata nel novembre 2020 e con le prime consegne avvenute ad aprile 2021.

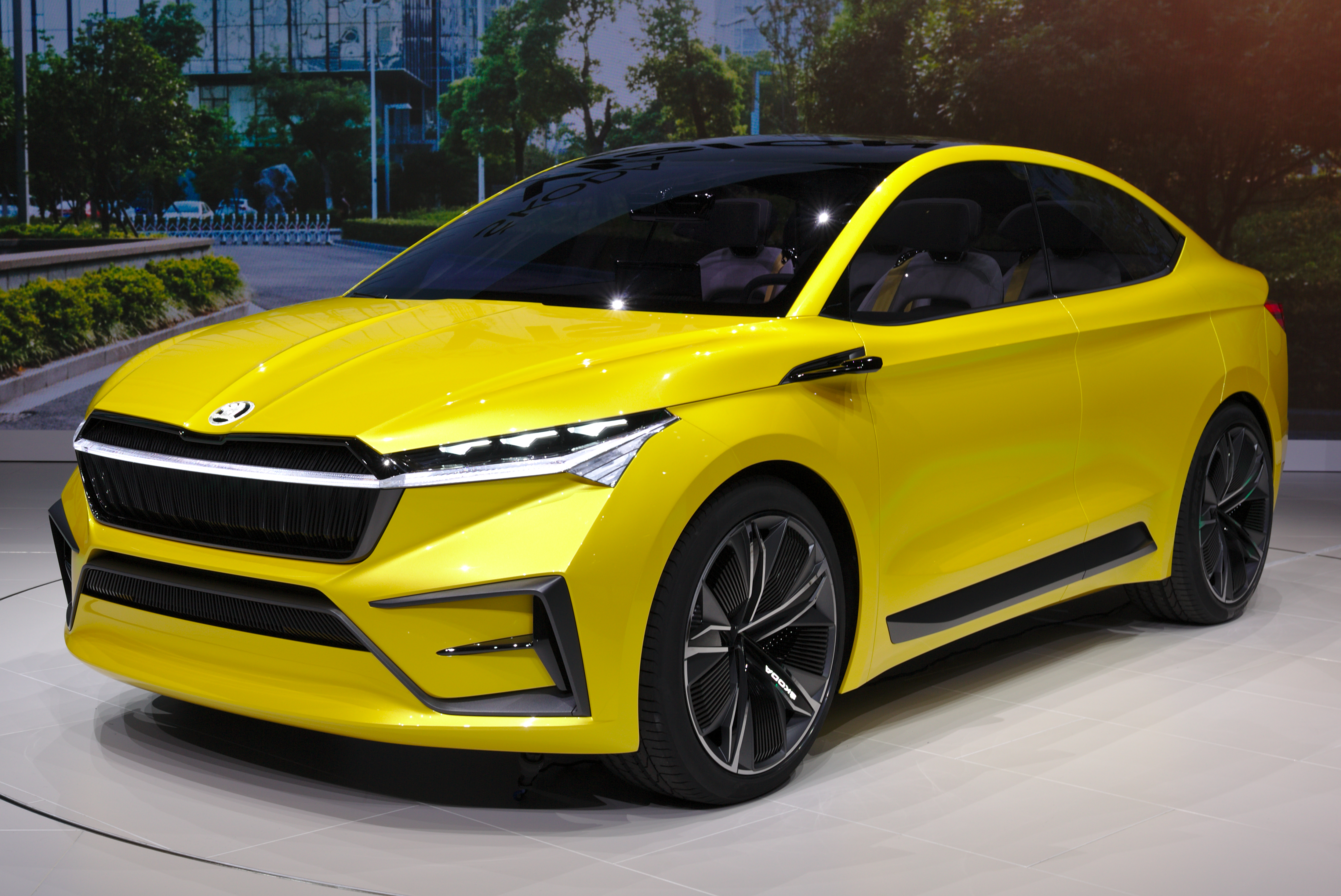
Vision iV

Realizzata sulla piattaforma MEB del gruppo Volkswagen, il nome deriva dalla irlandese Enya, che ha origine dalla parola gaelica "eithne", che significa "essenza, spirito o principio". Enyaq è il primo modello di una nuova gamma all'interno del listino Škoda, in cui i nomi dei modelli elettrici iniziano tutti con la lettera "E".
Enyaq iV è dotata sia della trazione posteriore che della trazione integrale, con tre diverse batterie e cinque versioni. Il modello base ha un pacco batterie da 55 kWh e un motore elettrico sincro a magneti permanenti da 148 CV montato sull'asse posteriore, mentre la variante più potente denominata RS ha un motore da 306 CV e 2 motori elettrici uno per ogni asse che costituiscono un sistema di trazione integrale. La velocità massima è limitata su tutte le versioni elettronicamente a 160 km/h, tranne che per la variante vRS che può arrivare a toccare 180 km/h.

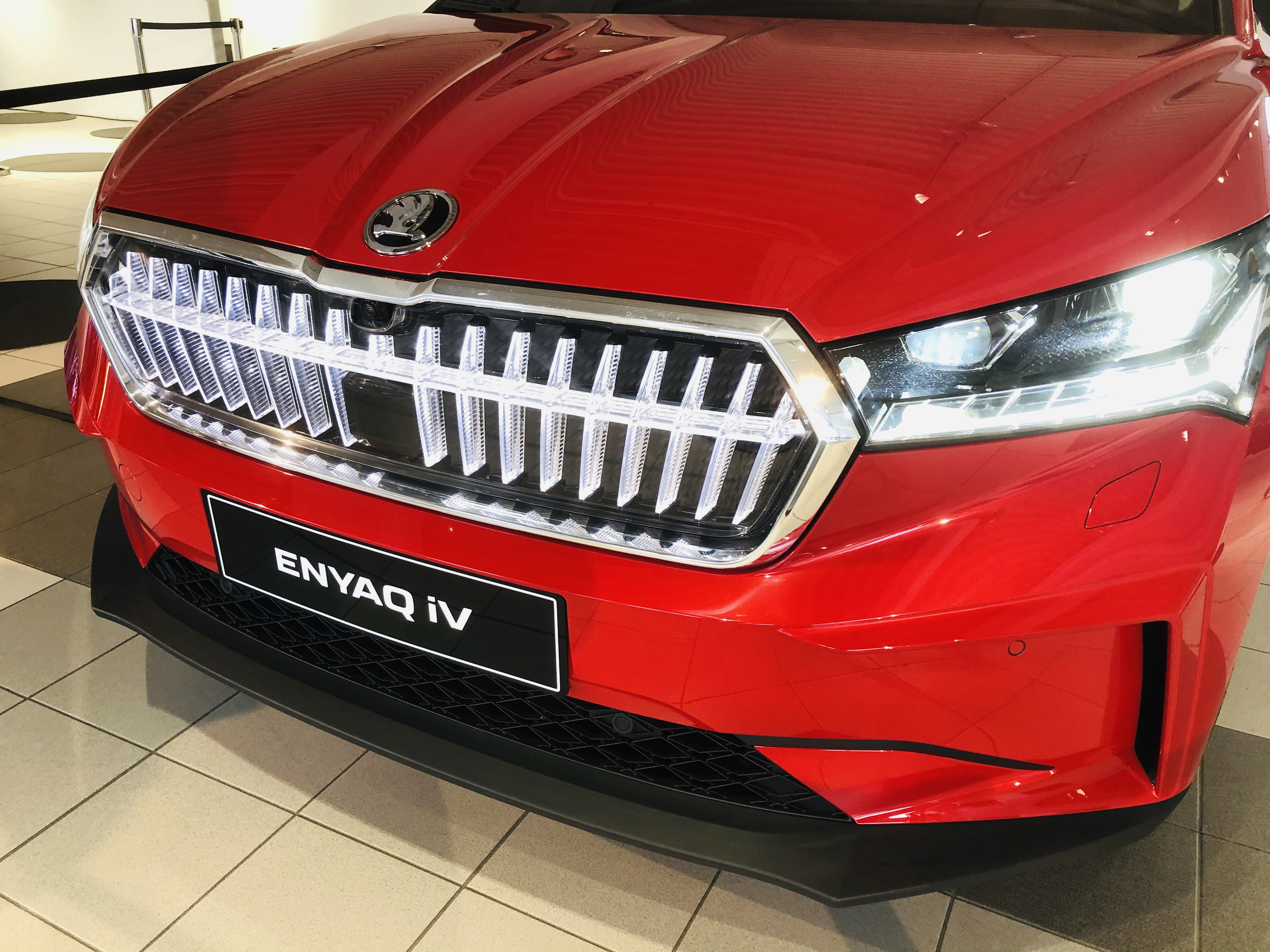
Dettaglio della griglia frontale costituita da LED che si illuminano

Lo Škoda Enyaq ha un coefficiente di resistenza aerodinamica pari a 0,27 e un bagagliaio dalla capacità di 585 litri con i sedili in uso. Nelle versioni con l'equipaggiamento più ricco sono disponibili dei coprisedili in lana vergine e fibre in polietilene tereftalato riciclato da bottiglie o in pelle conciata con estratto di foglie di olivo. L'Enyaq è inoltre il primo modello Škoda a poter avere in opzione un display head-up dotato di realtà aumentata. Esternamente la vettura, si caratterizzata per la.grande griglia esagonale a listelli  verticali tipica dei modelli della casa ceca, ma in opzione sulla Enyaq la griglia può essere fornita di un sistema di illuminazione dotato di 130 LED chiamato "Crystal Face".